# Via sacra
Via Sacra (latinsko Via Sacra) je bila glavna ulica antičnega Rima, ki je vodila od vrha Kapitolskega griča skozi nekatere najpomembnejše religiozne dele foruma (kjer je bila to najširša ulica), v Kolosej.
Cesta je bila del tradicionalne poti rimskega triumfa (javno praznovanje in verski obred v čast vojskovodje (dux) za njegove uspehe v vojni), ki se je začela na obrobju mesta in nadaljevala skozi Forum (latinsko Forum Romanum). V 5. stoletju pred našim štetjem je cesta imela konstrukcijo, ki jo je ščitila pred dežjem. Kasneje je bila tlakovana in v času Neronove vladavine je bila obdana s kolonadami.
Cesta je omogočila postavitev številnih dejanj in zlorab rimske zgodovine, svečanih verskih praznovanj, veličastnih pohodov zmagovitih generalov in vsakodnevna združevanja v bazilikah, da bi klepetali, kockali, se ukvarjali s poslovanjem ali zagotovljali pravičnost. Mnoge prostitutke so se sprehajale po ulici in iskale potencialne stranke.

## Potek
Medtem ko zahodni odsek Via Sacra, ki poteka skozi Forum, sledi originalni antični smeri ceste, je bil vzhodni odsek med koncem foruma in Kolosejem, ki je potekal pod Titovim slavolokom, preusmerjen po velikem požaru v Rimu leta 64.  V republiki in zgodnjem cesarstvu se je pot oddaljila proti severu v bližini hiše Vestalk in skozi sedlo na Velianski grič, ki ga zdaj zasedajo predvsem Maksencijeva bazilika in sodobna via dei Fori Imperiali. V okviru programa za obnovo po požaru je Neron v bistvu rešil cesto, tako da jo je preusmeril med Velianski in Palatinski grič, tako da je ustvaril velike kolonade na obeh straneh za trgovske stojnice in trgovino. 

## Zgodovina
Ime via kaže, da je bila načeloma cesta zunaj mesta in nato na Palatinu, in da je bila šele pozneje vključena v pomerium (znotraj meja mesta). Oznaka 'sveta' se lahko nanaša na različne vidike. Imel je in ohranila pomembno obredno vlogo pri umeščanju moči v skoraj celotni zgodovini starega Rima. Bila je prostor za svete obrede in dejanja ob koncu vojn. Po legendi naj bi Romul in Tito Tazio tukaj potrdila zvezo z žrtvovanjem bogovom. Po drugi teoriji je cesta to ime dobila, ker je vodila iz Rex sacrorum kot Regia, poleg dejstva, da so bila z nje dostopna mnogi svetišča.
Sedanji tlak je iz avgustovega obdobja, dvignjen v primerjavi s prvotnim kraljevim obdobjem. Pot Via Sacra v celotu prečka dolino, na kateri je kasneje nastal rimski forum. Območje je bilo namenjeno trgovini in verskim zadevam in predelan z izgradnjo Cloace Maxime v obdobju  Tarkvinija Priska ali  Tarkvinija Ošabnega. Območje so izbrali nekateri kralji za gradnjo svojih domov. V republikanskem obdobju so tam živele pomembne rodbine, med njimi Scipioni, Domizi, Valeri in Ottavi.
V imperialnem obdobju je izgubila funkcijo stanovanjske površine, ob njej so bile trgovine, do 1. stoletja pa so zrastle monumentalne stavbe kot so tempelj miru, ruševine, na katerih je bil  v 4. stoletju zgrajena Maksencijeva bazilika, tempelj Antonina in Faustine, tempelj Venere in Rima, ki sta povsem zasedla Velio in Romulov tempelj. 
Nekatere cerkve, zgrajene na območju foruma so bazilika svetih Kozme in Damijana, ki je predelan Romulov tempelj kot preddverje in cerkev svetih Petra in Pavla, sedaj izginila, ohranil se je naziv "v sveti poti" do srednjega veka.
Cesta je bila, poleg povezovanja Palatinskega in Kaitolskega griča, zelo veličastna. Po ulici so paradirali zmagovalci od Titovega slavoloka, kjer je cesta še vedno na začetku, do slavoloka Septimija Severa. Tako parado je podelil senat tistim generalom, ki so se med vojaškimi akcijami posebej izkazali. Uporabili so jo tudi med verskimi prazniki.